# Conrado Pérez (deportista)
Conrado Pérez Armenteros, (nacido el 21 de diciembre de 1950 en Las Villas, Cuba) es un exjugador de baloncesto cubano. Fue medalla de bronce con Cuba en los Juegos Olímpicos de Múnich 1972.